# ワイズビジョン
株式会社ワイズビジョン（y'svision Co.,Ltd.）は、1998年から2015年にかけて存在した日本の映像制作会社。大阪市都島区に本社を置いていた。

## 概要
1998年3月20日に讀賣テレビ放送（ytv）と吉本興業が合弁で設立（出資比率はytvが51%、吉本が49%）。社名は両社の英語による社名表記がいずれもYで始まることから付けられた。主としてytvをはじめ日本テレビ系列各局で製作されるよしもとクリエイティブ・エージェンシー所属タレント出演によるテレビ番組を中心に制作を行っている。また、テレビ番組以外の映像制作事業や番組制作スタッフの派遣事業も行っている。
2015年1月5日には、当社の第一制作チーム・第二制作チーム事業を会社分割により、新・株式会社よしもとビジョンを子会社として設立した。同年4月1日に、ytv Nextryに吸収合併された。
東京都渋谷区に同名の映像制作会社があるが、無関係（設立は1991年で後者の方が早い）。

## 会社所在地
- 本社 - 大阪市都島区片町2-2-40　京橋大発ビル6F
- 東京支社 - 東京都港区東新橋2-2-8 スズキビル東新橋8F

## 役員
- 代表取締役社長 : 武野一起（読売テレビ東京支社制作部長兼任／チーフプロデューサー）
- 常務取締役 : 尾野寺秀彰

## 所属スタッフ
代表取締役社長
- 武野一起（、1998 - 2002年にもプロデューサーとして読売テレビから出向していた）

制作センター長
- 八田隆(役員待遇）

EP
- 西脇和之

チーフプロデューサー
- 松本忠雄(コンテンツ事業部担当部長）
- 池田徹(新規事業開発部担当部長）
- 木村友厚(番組企画制作部担当部長）

プロデューサー・演出
- 村上美幸
- 磯塚晋治
- 龍田真享
- 新穂英樹
- 後藤ちあき
- 鷲見演博

ディレクター
＜制作センター＞
- 石田耕平
- 前等
- 増田健介
- 服部孝司
- 平野孝雄
- 籾山裕太
- 尾島正基
- 西祐輔
- 久世恵太

アシスタントプロデューサー
- 藤林千絵
- 新免奈々
- 山崎舞子
- 百田咲子

アシスタントディレクター
- 守屋賢
- 福田達也
- 楠原宝子
- 稲生祐一
- 吉田稔章
- 辻卓摩

＜東京制作＞
プロデューサー・演出
- 有泉弾
- 堀家寛之
- 荒巻由希子

ディレクター
- 辻章悟
- 岡憲一郎

AP・デスク
- 堤佐穂
- 山崎真央

## 作品

### 主な制作番組
※特に記述がない場合はytvで放送。

#### 合併時点で放送
レギュラー番組
- ダウンタウンDX
- ビートップスでお買物
- 秘密のケンミンSHOW（プロデューサー協力）
- かんさい情報ネットten!（コーナー担当）
- 朝生ワイド す・またん!（スタッフ協力）
- スッキリ!!（日本テレビ系、スタッフ協力）
- 情報ライブ ミヤネ屋（スタッフ協力）
- かんさい情報ネットten!（スタッフ協力）
- 大阪ほんわかテレビ（スタッフ協力）
- つながりファンタジー いつも!ガリゲル（スタッフ協力）
- ザ・狩人（スタッフ協力）
- 祇園笑者

- くせになるややこしさ ブラックマヨネーズのハテナの缶詰
- もってる!? モテるくん
- やすとものどこいこ!?（テレビ大阪、スタッフ協力）

単発・特番
- 西田二郎の無添加ですよ!

#### 合併前に終了
レギュラー番組
- HAMASHO（第1期途中から）
- トミーズ・小枝の素敵なダーリン
- キスだけじゃイヤッ!
- スキヤキ!!ロンドンブーツ大作戦（テレビ東京系）
- わらいのじかん（テレビ朝日系）
- うっひゃ〜!!はなさかロンドンブーツ（フジテレビ系）
- ASAYAN（テレビ東京系） ※ワイズに変更後半年で打ち切り
- ダウンタウン・セブン（毎日放送・TBS系）
- ズームイン!!SUPER
- マルチなあいつ
- プロの動脈。
- 木曜日の丼
  - マルバレ!
  - グッピー!!
  - メンタルヌード
  - 芸能人口コミの店 えぇ処
- なるトモ!（木・金曜）
- オモシロ好奇心☆どろんぱ!
- ブラマヨ・チュートのまる金TV
- 大キングコング 情熱!しゃべり隊!!
- マヨブラ流
- よしもと丼
- ぷち旅
- SUPER SUPPRISE・木曜日「怒っと（どっと）JAPAN」（スタッフ協力）
- マヨブラジオ
- 林ん家の台所（ABCテレビ）
- あほやねん!すきやねん!（NHK大阪。スタッフ協力）
- ミリオンの扉（スタッフ協力）
- マチャミ&なるみのいただき!ナハ〜レ
- キャラもん
- あしたモテ期にな〜れ! てるてるモテるちゃん
- マチャミ&なるみのぶっちゃけナハーレ!

単発・特番
- トミーズの泊めて!
- ダウンタウンのものごっつええ感じスペシャル（フジテレビ系）
- 浜田警察24時（スタッフ協力）

### 番組以外の映像作品
※いずれも、DVDソフト。
- 桂三枝（現・六代目桂文枝）「笑宇宙」<01>
- 桂文珍「大東京独演会」10枚組DVD-BOX
- お初〜見取り図・ガスマスクガールのネタ8本打上げ映像もあるんだって!?〜
- 「満腹全席 五代目 桂文三」DVD
- 「漫才ゴールデンエイジ2 JOY!」DVD
- 「五代目 桂文枝」2DVD+8CDセット（文枝の落語映像を収めたDVDと落語音源を収録したCDのセット）
- 「桂文珍10夜連続独演会」 10枚組DVD-BOX
- 「横山やすしvs西川きよしモーレツ漫才コンビの全記憶」7枚組DVD-BOX
- 「紳竜の研究」DVD